# Mieczysław Romanowski
Mieczysław Jan Juliusz Romanowski herbu Bożawola (ur. 12 kwietnia 1833 w Żukowie, zm. 24 kwietnia 1863 k. Józefowa Biłgorajskiego) – poeta epoki romantyzmu.

## Życiorys
Urodzony w Żukowie koło Horodenki w rodzinie zubożałej szlachty, syn Erazma i Agnieszki z Głowackich. Rodzice kładli nacisk na wychowanie religijne i patriotyczne syna, uczyli go kochać Boga i Ojczyznę. Jego ojciec dzierżawił majątek od swych krewnych Dzieduszyckich. Brat Mieczysława, Emeryk, gospodarował w pobliskim Żukocinie, drugi brat Konstanty w Piotrkowie nad Dniestrem, a siostra Józefa Skwarczyńska w Kośmierzynie. Ukończył C.K. Wyższe Gimnazjum w Stanisławowie, potem studiował prawo na Uniwersytecie Lwowskim (1853–1857). Od 1860 pracownik lwowskiego Ossolineum (był także jego stypendystą). Współpracował z pismami, w tym lwowskimi, jak „Nowiny”, „Dziennik Literacki”, „Dzwonek”. Prowadził działalność oświatową wśród młodzieży rzemieślniczej.
Od 1862 był zaangażowany w działalność konspiracyjną. Dowodził oddziałem młodzieży lwowskiej (około 30 osób), przeważnie rzemieślniczej i gimnazjalnej, który wymaszerował w kierunku granicy 2 lutego 1863, aby wziąć udział w powstaniu styczniowym. Złapano ich pod Artasowem, osadzono w więzieniu karmelitańskim we Lwowie. Romanowskiego uwolniono 4 marca, ale kilka dni później powtórnie wyruszył do powstania. Dołączył do oddziału powstańczego pod dowództwem Marcina Borelowskiego „Lelewela”, sformowanego w Medyce, otrzymał stopień kapitana i został adiutantem dowódcy. Granicę przekroczyli w okolicy Tarnogrodu. Wraz z oddziałem działał na terenie południowej Lubelszczyzny, głównie powiatu biłgorajskiego.
16 kwietnia w rejonie Borowych Młynów 300-osobowy oddział „Lelewela” został zaatakowany przez siły rosyjskie pod dowództwem mjr. Iwana Sternberga (dwie i pół roty piechoty, szwadron ułanów, pół sotni kozaków i jedno działo) i stawił dzielny opór, kilkakrotnie odrzucając Rosjan uderzeniem na bagnety.
Następnego dnia doszło do kolejnego boju między Łukową a Zamchem, w wyniku którego Rosjanie wycofali się w kierunku Biłgoraja.

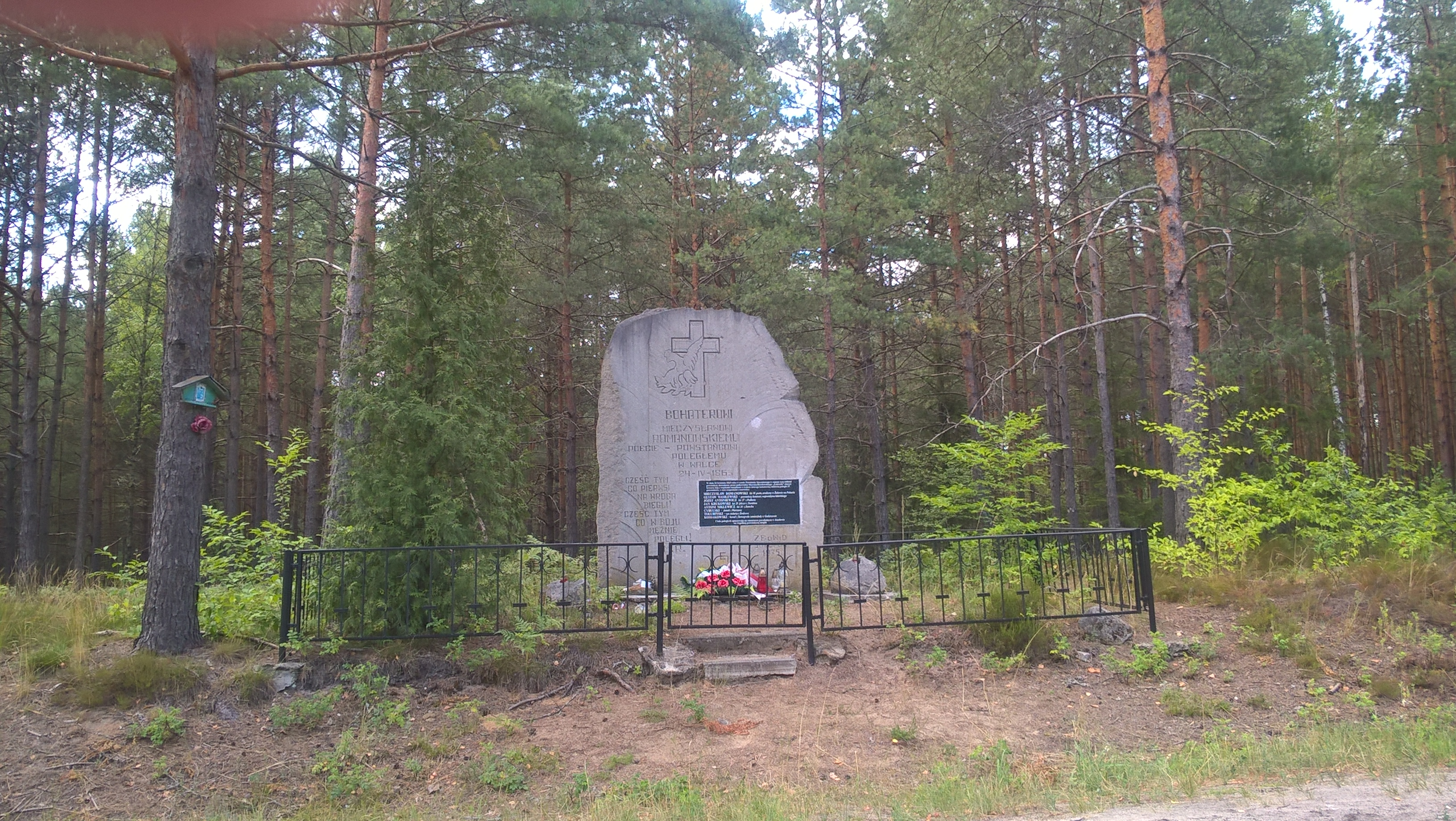
Pomnik upamiętniający Mieczysława Romanowskiego

24 kwietnia 1863 oddział „Lelewela” został zaskoczony przez wojska rosyjskie podczas odpoczynku pod Józefowem. Po pierwszej salwie przeciwnika, kpt. Romanowski wezwał ochotników do osłony odwrotu. 70 powstańców stawiało krótki, lecz bohaterski opór. Niestety, garstka ta, zaatakowana przez przeważające siły nieprzyjaciela, nie była w stanie zatrzymać Rosjan, ale bohaterstwem swym umożliwiła wycofanie się oddziału. Powstańcy stracili 27 poległych. Poległ też kpt. Romanowski, trafiony pociskiem w czoło. Pochowany jest prawdopodobnie na cmentarzu parafialnym w Józefowie.
Był bliskim przyjacielem profesora szkół Rzeszowa i Krakowa, poety i metodyka – Henryka Stroki.

## Twórczość
Debiutował w 1854 poematem Chorąży, opublikowanym w „Nowinach”. Najpopularniejszym dziełem Romanowskiego było Dziewczę z Sącza.
Uprawiał poezję tyrtejską. Część swoich utworów nazywał powieściami poetyckimi, były to jednak raczej poematy epickie (Chorąży, Łużeccy, Dziewczę z Sącza). Większość jego poematów osadzona została w przeszłości, np. Łużeccy w czasach panowania Michała Korybuta Wiśniowieckiego. Część dotyczyła też wydarzeń poświadczonych w dokumentach, np. wystąpienie mieszczan z Nowego Sącza przeciw Szwedom w 1655 w Dziewczęciu z Sącza. Utwór ten przedstawiał walkę patriotyczną kręgów mieszczańskich i plebejskich, co było dość oryginalne na tle ówczesnej polskiej twórczości historycznej, skupiającej się raczej na tradycji szlacheckiej.

## Interpretacje
Interpretacja jego wiersza zatytułowanego Dziaduś została wydana w formie utworu muzycznego pt. „Dziadunio” na płycie Niewygodna prawda II. Burza 2014 z 2014 autorstwa Tadeusza „Tadka” Polkowskiego. Inny wiersz Romanowskiego, zatytułowany „Co tam marzyć...” znajduje się na płycie Jacka Kowalskiego „Idźmy. Śpiewy powstańcze, 1863”.

## Dzieła
- Chart Watażki (1854)
- Chorąży (1854)[6]
- Łużeccy (1856)
- Dziewczę z Sącza (1861)
- Popiel i Piast (1862)

## Upamiętnienie
- W okresie II Rzeczypospolitej Mieczysław Romanowski był patronem macierzystego I Państwowego Gimnazjum (od 1938 także Liceum) w Stanisławowie. Został także patronem Szkoły Podstawowej w Józefowie[7].
- Jego imieniem nazwane są ulice w Biłgoraju, Bytomiu, Lublinie, Nowym Sączu, Przywózkach i Wrocławiu.